# Mafuike Patera
La Mafuike Patera è una struttura geologica della superficie di Io.